# Aérodrome de Stewart
L'aérodrome de Stewart est un aérodrome situé en Colombie-Britannique, au Canada.